# Joncels
Joncels település Franciaországban, Hérault megyében. Lakosainak száma 261 fő (2022. január 1.). Joncels Avène, Ceilhes-et-Rocozels, Les Plans, Roqueredonde és Lunas-les-Châteaux községekkel határos.

## Népesség
A település népességének változása:
| Lakosok száma | 222  | 203  | 222  | 261  | 300  | 311  | 313  | 285  | 271  | 261  |
|               | 1968 | 1982 | 1990 | 2006 | 2013 | 2015 | 2017 | 2019 | 2020 | 2022 |